# Gosposvetska cesta (Ljubljana)
Gosposvetska cesta (deutsch sinngemäß: Liebfrauenstraße) ist der Name einer Straße in Ljubljana, der Hauptstadt Sloweniens, im Stadtteil Ajdovščina (Stadtbezirk Center). Gosposvetska ist abgeleitet von Gospa Sveta (Heilige Frau), der slowenischen Ortsbezeichnung für Maria Saal bei Klagenfurt oder von Gosposvetsko polje, dem slowenischen Namen für das Zollfeld in Kärnten, dem früheren Zentrum des slawischen Fürstentums Karantanien.

## Geschichte
Die Straße wurde mehrfach umbenannt. Seit altersher war sie als Beginn der Klagenfurter Str. bekannt, deren Teilbereich zwischen den heutigen Straßen Slovenska und Bleiweisova cesta 1876 in Maria-Theresien-Straße (Marije Terezije cesta) umbenannt wurde, 1919 in Gosposvetska cesta und 1942 in Cesta Arielle Rea. 1948 erhielt die Straße ihren heutigen Namen zurück.

## Lage
Die Straße beginnt an der Kreuzung mit Dalmatinova ulica und Slovenska cesta und verläuft nach Nordwesten bis zur Kreuzung mit Bleiweisova cesta, Tivolska cesta und Celovška cesta, in die sie übergeht.

## Abzweigende Straßen
Die Slovenska cesta berührt folgende Straßen und Orte (von Osten nach Westen): Kersnikova ulica, Župančičeva ulica und Vošnjakova ulica.

## Bauwerke und Einrichtungen
Das wichtigste Bauwerk von kulturellem Interesse entlang der Straße ist die Evangelische Kirche Primož Trubar.